# Reptarenavirus
Die Gattung Reptarenavirus umfasst Viren der Familie Arenaviridae, die erstmals 2012 bei Abgottschlangen (Boa constrictor) in Gefangenschaft, später auch bei weiteren Boas und Pythons isoliert wurden. Die genaue taxonomische Zuordnung der einzelnen Isolate ist unsicher und es wurden 2014 vorläufig drei unterschiedliche Spezies vorgeschlagen (Schlangen-Reptarenavirus 1 bis 3). Da Boas und Pythons der Überfamilie Echte Schlangen (Alethinophidia) angehören, werden die Virusspezies auch als Alethinophid reptarenavirus bezeichnet. Die Reptarenaviren sind die Erreger der Einschlusskörperchenkrankheit der Riesenschlangen. Der Name leitet sich von der Virusfamilie und dem Vorkommen in Reptilien; bis zu ihrer Entdeckung waren Arenaviren nur bei Säugetieren beschrieben. Gleichzeitig mit dieser neuen Gattung wurde die Gattung Mammarenavirus für die bisherigen Arenaviren bei Säugetieren geschaffen.

## Eigenschaften
Wie alle Arenaviren verfügen die Reptarenaviren über ein in zwei Segmente geteiltes Genom, dass aus zwei Strängen einer einzelsträngigen RNA besteht. Die RNA hat negativ- und positivsträngige Polarität (ambisense). Die Segmente sind etwa 7 bzw. 3,5 kB lang. Sie zeichnen sich durch eine extrem hohe genetische Variabilität durch die Bildung von Quasispezies innerhalb eines Wirtsorganismus aus. Die Abgrenzung von Subtypen und Quasispezies (inklusive neu rekombinierter Isolate nach Koinfektion mit mehreren Reptarenaviren) zu einzelnen definierten Spezies, ist derzeit noch schwierig.

## Systematik
Die Systematik der Gattung Reptarenavirus ist mit Stand 7. Mai 2024 wie folgt:
Familie Arenaviridae
- Gattung Reptarenavirus (veraltet Boid Inclusion Body Disease-associated Arenaviruses, BIBDAV)

- Spezies Reptarenavirus aurei (früher Golden reptarenavirus, ehem. Typusart) mit
  - Golden-Gate-Virus (englisch Golden Gate virus, GOGV, GGV)

- Spezies Reptarenavirus californiae (Kalifornien-Reptarenavirus, früher California reptarenavirus, Alethinophid 2 reptarenavirus) mit
  - CAS-Virus (California Academy of Science virus, CAS virus, CASV)

- Spezies Reptarenavirus commune (Gemeines Reptarenavirus, früher Ordinary reptarenavirus) mit

- Tavallinen-Suomalainen-Mies-Virus 2 (engl. Tavallinen suomalainen mies virus 2, TSMV2, TSMV-2)

- Spezies Reptarenavirus giessenae (Universität-Gießen-Virus, früher Giessen reptarenavirus, UGV) mit
  - University of Giessen virus 1 (UGV1)
  - University of Giessen virus 2 (UGV2)
  - University of Giessen virus 3 (UGV3)

- Spezies Reptarenavirus rotterdamense (Schlangen-Reptarenavirus 3, früher Rotterdam reptarenavirus, Alethinophid 3 reptarenavirus) mit
  - ROUT-Virus (engl. ROUT virus, ROUTV, Boa-Arenavirus NL B3)
  - Universität-Helsinki-Virus (engl. University of Helsinki virus 1, UHV, UHV1)

Unbestätigte (vorgeschlagene) Reptarenaviren (nach NCBI, Auswahl):
- Spezies Aurora-Borealis-Virus 3 (Aurora borealis virus 3, ABV-3)
- Spezies Aurora-Borealis-Virus 4 (Aurora borealis virus 3, ABV-4)
- Spezies Hans-Kompis-Virus (Hans Kompis virus, HKV)
- Spezies Suri-Vanera-Virus 1 (Suri Vanera virus 1, SVaV-1)
- Spezies Suri-Vanera-Virus 2 (Suri Vanera virus 2, SVaV-2)
- Spezies Tavallinen-Suomalainen-Mies-Virus 1 (Tavallinen suomalainen mies virus 1, TSMV-1)
- keiner Spezies zugeordnet:
  - Isolat Universität-Gießen-Virus 4 (University of Giessen virus 4, UGV-4)

In eine eigene Gattung Hartmanvirus wurde inzwischen gestellt:
- Spezies Hartmanivirus haartmani (Haartman-Institut-Schlangen-Virus, früher Haartman hartmanivirus, HISV) mit
  - Haartman-Institut-Schlangen-Virus 1 (engl. Haartman Institute snake virus 1, HISV1)
  - Haartman-Institut-Schlangen-Virus 2 (engl. Haartman Institute snake virus 2, HISV2)

Weitere nicht-klassifizierte (vorgeschlagene) Spezies siehe Arenaviridae: Systematik.